# Arion (casa discografica)
La Arion è stata una casa discografica francese specializzata in edizioni di musica classica (in particolare di musica antica) e musica folkloristica.

## Storia
La Arion venne fondata a Parigi nel 1967 da Ariane Segal.
In Italia la casa discografica fu distribuita per molti anni dalla Ducale, con sede a Brebbia (provincia di Varese). La collana discografica presentava edizioni di pregio di musica classica, con interpreti perlopiù di origine francese e con un'attenzione particolare a quel repertorio musicale raramente registrato su disco. Nel catalogo spiccavano le incisioni di musica antica con, tra gli ensemble specializzati in questo repertorio, Les Musiciens de Provence, La Maurache e il gruppo Parceval di Guy Robert.
Inoltre l'Arion dedicava un rilvenate spazio alla musica etnica e folkloristica. Da questo ricco catalogo è stata realizzata una collana intitolata Universo del Folklore, con raccolti dischi di musica folk ed etnica di tutto il mondo. In questa collana sono presenti artisti come Los Calchakis.
Dal 1985 la casa discografica passò alla gestione di Manuela Ostrolenk.
Con l'avvento del formato CD, oltre a nuove registrazioni si affiancarono numerose ristampe di materiale provenienti dalle edizioni in vinile, ristampate in questo nuovo formato (spesso in raccolte antologiche). Inoltre hanno preso parte del catalogo i dischi di alcune case discografiche indipendenti come la Disques Pierre Verany (acquisita nel 1997).

## Dischi
La datazione qui riportata si basa sull'etichetta del disco o sulla copertina; qualora nessuno di questi elementi abbia una datazione, è basata sulla numerazione del catalogo.

### 33 giri: collana originale francese
Si contraddistingue per il fatto che i dischi sono contenuti in una confezione che si può aprire a mo' di libro nella quale sono contenute esaustive note sul contenuto (musica e interpreti).
| Numero di catalogo | Anno | Interprete | Titoli                                                                                               |
| ------------------ | ---- | --- | --- |
| ARN 33412          | 1979 | Noël e la Ceylonians | Ceylon                                                                                               |
| ARN 34217          | 1973 | Les musiciens de Provence | Trouvères et troubadours                                                                             |
| ARN 34260          | 1974 | Les musiciens de Provence | Musique du Moyen-Age et de la Renaissance, vol. 2                                                    |
| ARN 34301          | 1975 | Les musiciens de Provence | Musique du Moyen-Age et de la Renaissance, vol. 3                                                    |
| ARN 34348          | 1977 | Les musiciens de Provence | Noel Provencal                                                                                       |
| ARN 34370          | 1977 | Les musiciens de Provence | Musique du Moyen-Age et de la Renaissance, vol. 4                                                    |
| ARN 36297          | 1978 | Fromenteau - Roger Cotte, dir. | L'Art de la vielle à roue                                                                            |
| ARN 36358          | 1978 | La Maurache - Julien Skowron, dir. | L'Art de la vièle à archet                                                                           |
| ARN 36382          | 1976 | Jean-Claude Veilhan, flauto barocco; Guy Robert, liuto; Françoise Bloch, viola da gamba                                                             | L'Art des agréments musique française du XVIIIe siècle pour flûtes baroques, luths et viole de gambe |
| ARN 36451          | 1979 | Les musiciens de Provence | Danceries et danses du XIIe au XVIIIe siècle                                                         |
| ARN 36505          | 1979 | Les Saqueboutiers de Toulouse - Jean-Pierre Canihac, dir.                                                                                           | L'Art de la saqueboute et du cornet à bouquin                                                        |
| ARN 36516          | 1979 | Les musiciens de Provence | L'art des flutes Provencales                                                                         |
| ARN 36571          | 1980 | Elisabeth Garnier | L'art du virginal double. Vol. 1                                                                     |
| ARN 36572          | 1980 | Elisabeth Garnier | L'art du virginal, dela spineta da tavola et du muselaar. Vol. 2                                     |
| ARN 36628          | 1979 | Guy Robert (liuto) | L'art du Luth à l'epoque de Louis XIII                                                               |
| ARN 36768          | 1984 | Les musiciens de Provence | Les joux de la fete-dieu d'Aix-en-Provence. Abaude et danses                                         |
| ARN 37168          | 1984 | Guy Robert, liuto | Les grands maîtres de la musique pour luth                                                           |
| ARN 38210          |      | Ensemble Jacques Feuillie | Chansons libertines de la Renaissance francaise                                                      |
| ARN 38215          |      | Jaye Consort of Viols | Les violes élisabéthaines                                                                            |
| ARN 38430          | 1978 | Ensemble instrumental de Grenoble - Stephane Cardon, dir.                                                                                           | Antoine Dauvergne: Trois concerts de simphonies a quatre parties                                     |
| ARN 38488          | 1978 | Jean-Claude Veilhan, flauto; Mireille Cardoze, violino; Ellen Maserati, clavicembalo; Guy Robert, liuto e tiorba; Elisabeth Matiffa, viola da gamba | Robert de Visée: Suites de pièces                                                                    |
| ARN 38532          |      | Nella Anfuso, soprano; Guy Robert, liuto e tiorba; Arsène Bedois, organo                                                                            | Sur les traces de Pétrarque et la virtuosité dans la musique spirituelle des 16e et 17e siècles      |
| ARN 38633          | 1981 | Nella Anfuso, soprano; Arsène Bedois, clavicembalo; Elisabeth Matiffa, viola da gamba; Arsène Bedois, organo                                        | Claudio Monteverdi: Due lettere amorose, Selva morale e spirituale, Vesperae sanctissimae Mariae     |
| ARN 38646          | 1982 | Ensemble Parceval - Guy Robert, dir. | Chrétien de Troyes: Le Conte du Graal "Chanson de Geste" ou le Roman de Perceval le Gallois          |
| ARN 38716          | 1983 | Nella Anfuso, soprano | La Camerata fiorentina. Madrigaux de Giulio Caccini et Jacopo Peri                                   |
| ARN 38742          | 1983 | Guy Robert | Les grands maîtres du chitarrone au XVIIe siècle                                                     |

### 33 giri: collana di musica classica per il mercato italiano
Si contraddistingue per il fatto che i dischi sono contenuti in una busta tradizionale con note in lingua italiana sul retro. Furono distribuiti anche nel mercato britannico, con note in lingua inglese sul retro, con uguale numero di catalogo, al quale era anteposto un 90 (a partire dal 90401 in avanti). I dischi sono stampati e distribuiti in Italia da Ducale. Alcuni titoli sono stati oggetto di una seconda ristampa negli anni novanta.
| Numero di catalogo | Anno | Interprete | Titoli |
| ------------------ | ---- | --- | --- |
| ARN 401            | 1972 | Guy Robert, liuto | Musiche per liuto                                                                                                |
| ARN 403            | 1974 | Lucienne Antonini, organo; Complesso vocale e strumentale d'Avignone - Abate Georges Durand, dir. | Concerto di Natale a Notre Dame di Avignone                                                                      |
| ARN 404            | 1974 | Georges Barboteu, corno; Geneviève Joy, pianoforte | Composizioni per corno e pianoforte (Ludwig van Beethoven, Robert Schumann, Charles Koechlin)                    |
| ARN 405            | 1974 | The Jaye Consort of Viols | Viole elisabettiane                                                                                              |
| ARN 406            | 1974 | Lucienne Antonini, organo | Splendori dell'organo barocco                                                                                    |
| ARN 407            | 1974 | Xavier Darasse, organo | Maestri d'organo del seicento francese                                                                           |
| ARN 408            | 1974 | Annie Challan, arpa diatonica; Elisabeth Maitre, mandolino; Orchestra da camera - Roger Cotte, dir. | Quattro concerti per strumenti rari                                                                              |
| ARN 409            | 1972 | Orchestra da Camera di Rouen - Jean Sébastien Bareau, dir. | Capolavori sconosciuti del 700 francese                                                                          |
| ARN 410            | 1974 | Annie Challan, arpa | L'arpa nel settecento                                                                                            |
| ARN 411            | 1972 | Alain Meunier, violoncello; Christian Ivaldi, pianoforte | Composizioni per violoncello e pianoforte (Claude Debussy, Gian Francesco Malipiero, Benjamin Britten)           |
| ARN 412            | 1974 | Pierre Penassou, violoncello; Jacqueline Robin, pianoforte | Composizioni per violoncello e pianoforte                                                                        |
| ARN 413            | 1973 | Les Musiciens de Provence - Instruments Anciens | Antichi strumenti provenzali (Vol. 1). Trovieri e trovatori                                                      |
| ARN 414            |      | Roth Daniel, organo | Capolavori organistici dell'Ottocento (Franz Liszt, Johannes Brahms, Max Reger)                                  |
| ARN 415            |      | Annie Jodry, violino; Roth Daniel, organo | Musiche del Settecento per violino e organo (Arcangelo Corelli, Jean-Marie Leclair, Georg Friedrich Händel)      |
| ARN 416            | 1975 | Jean Pierre Mathieu, trombone; Georges Delvallèe, organo | Saqueboute, trombone e organo nell'Italia del sei e settecento                                                   |
| ARN 417            |      | Antonio Ruz-Pipo, pianoforte | Compositori baschi del XVIII secolo                                                                              |
| ARN 418            | 1974 | Orchestra diretta da Roger Cotte - Michele Fromentau, ghironda | L'arte della ghironda                                                                                            |
| ARN 419            | 1976 | Les Musiciens de Provence - Instruments Anciens | Antichi strumenti provenzali (Vol. 2). Musica medievale e rinascimentale                                         |
| ARN 420            | 1976 | Praetorius Consort - Christopher Ball, dir. | Musiche di danza del primo Seicento europeo                                                                      |
| ARN 421            |      | Ensemble strumentale La Follia - Miguel De La Fuente, dir. | Cinque concerti per trombe (Vivaldi, Bononcini, Manfredini, Legrenzi, Carcasio)                                  |
| ARN 422            | 1979 | Marie Louise Jaquet, organo | La musica d'organo in Europa dal Medio Evo al Rinascimento                                                       |
| ARN 423            |      | Complesso strumentale di Grenoble - Stéphane Cardon, dir. Chedeville Nicolas, viella a ruota; Jean Philippe Vasseur, viola d'amore; Michel Sanvoisin, flauto diritto sopranino; Jacques Vandeville, oboe d'amore | Quattro concerti per strumenti rari. Vol.2 (musiche di Carl Stamiz e Michele Fromenteau)                         |
| ARN 424            | 1975 | Les Musiciens de Paris; Jan Sartega, violoncello | Il violoncello concertante nel settecento                                                                        |
| ARN 425            | 1975 | Guy Robert ed Elisabeth Robert, liuti, vihuele e cister | Musiche del Rinascimento per vihuela e cister                                                                    |
| ARN 426            | 1975 | Les Musiciens de Paris | Concerti di Alessandro e Benedetto Marcello                                                                      |
| ARN 427            | 1975 | Raphael Tambyeff | Musiche natalizie per organo                                                                                     |
| ARN 428            | 1980 | Marc Ullrich, tromba; Marie-Louise Jaquet, organo | L'arte della tromba barocca (Fantini, Viviani, Cavazzoni)                                                        |
| ARN 429            | 1980 | Ensemble Guillaume de Machaut de Paris - Jean Belliard, dir. | Il canto dei trovatori                                                                                           |
| ARN 430            | 1980 | Julien Skowron | L'arte d'unire gli organi agli strumenti ad arco                                                                 |
| ARN 431            | 1980 | Elisabeth Garnier, Holger Eichhorn e Klaus Eichhorn | L'arte dell'organo positivo da tavola                                                                            |
| ARN 432            | 1980 | Les Musiciens de Provence - Instruments Anciens | Antichi strumenti provenzali (Vol. 3). L'arte dei flauti provenzali                                              |
| ARN 601            | 1974 | Brigitte Haudebourg, clavicembalo | Louis-Claude Daquin: Première livre de pieces de clavecin                                                        |
| ARN 604            | 1974 | Thérèse Dussaut, pianoforte | Franz Joseph Haydn: Sonate n. 49 e n. 52 in mi bemolle maggiore, Fantasia in do maggiore                         |
| ARN 606            | 1974 | Brigitte Haudebourg, clavicembalo | Il clavicembalo di Rameau                                                                                        |
| ARN 607            | 1974 | Les Musicholiers - Aviva Einhorn, dir. | Jean-Philippe Rameau: Suites                                                                                     |
| ARN 611            | 1974 | Annie Jodry, violino; Orchestra da camera di Fontainbleau - Jean-Jacques Werner, dir. | Jean-Marie Leclair: Concerti per violino e orchestra, op. 7                                                      |
| ARN 612            | 1974 | Harmonie de Chambre de Paris - Florian Holland, dir. | Giovanni Gabrieli: Sonata XX a 22, otto Canzoni                                                                  |
| ARN 615            | 1974 | Françoise Thinat, pianoforte | Robert Schumann: Album für die Jugend, op. 68 (parte 1)                                                          |
| ARN 616            | 1974 | Françoise Thinat, pianoforte | Robert Schumann: Album für die Jugend, op. 68 (parte 2)                                                          |
| ARN 617            | 1974 | Françoise Thinat, pianoforte | Paul Dukas: La grande sonata in mi bemolle minore per pianoforte                                                 |
| ARN 618            | 1974 | Sylvaine Billier, pianoforte; Clara Bonaldi, violino | Igor Stravinsky: Pastorale; Suite italienne; Duo concertante                                                     |
| ARN 621            | 1975 | Orchestra da camera di Radio France - André Girard, dir. | Il contrabbasso di Giovanni Bottesini                                                                            |
| ARN 622            | 1975 | Louis Thiry, organo | Johann Sebastian Bach: Il clavicembalo ben temperato. Libro 1, parte 1: BWV 846-857                              |
| ARN 623            | 1975 | Louis Thiry, organo | Johann Sebastian Bach: Il clavicembalo ben temperato. Libro 1, parte 2: BWV 858-869                              |
| ARN 624            | 1975 | Kurt Redel, flauto; Rudolf Koeckert, Oskar Riedl e Josef Merz, archi | Wolfgang Amadeus Mozart: Quartetti per flauto ed archi, K 285, K 285A, K 285B e K 298                            |
| ARN 625            | 1975 | Georges Delvallée, organo | Charles Tournemire: Sette poemi-corali sulle sette parole di Cristo, op. 67                                      |
| ARN 627            | 1976 | Brigitte Haudebourg, clavicembalo | Johann Christian Bach: Sei sonate op. 17                                                                         |
| ARN 631            | 1976 | Brigitte Haudebourg, clavicembalo; Orchestra Pro Arte di Monaco - Kurt Redel, dir. | Wilhelm Friedemann Bach: Concerti per clavicembalo falk 41 & 43                                                  |
| ARN 632            | 1975 | Jean-Jacques Kantorow, violino; Orchestra da camera Bernard Thomas | Joseph Boulogne Chevalier de Saint-George: Concerto in sol maggiore per violino e orchestra, op.8 n.9 e op.5 n.2 |
| ARN 634            | 1976 | Xavier Darasse, organo | Carl Philipp Emanuel Bach: Quattro sonate WQ 50 dedicate alla principessa Anna Amalia di Prussia                 |
| ARN 635            | 1976 | Xavier Darasse, organo | Carl Philipp Emanuel Bach: Due sonate WQ 50 dedicate alla principessa Anna Amalia di Prussia                     |
| ARN 641            | 1976 | Vincenzo Balzani, pianoforte | Muzio Clementi: 23 studi dal Gradus ad Parnassum                                                                 |
| ARN 646            | 1980 | Filarmonica rumena di Stato della Transilvania - Jean-Louis Petit, dir. | Charles Gounod: Seconda sinfonia in mi bem. maggiore                                                             |
| ARN 648            | 1980 | Hanna Schaer, contralto; Christian Ivaldi, pianoforte | Gustav Mahler: Lieder e canti della giovinezza                                                                   |
| ARN 649            | 1980 | Annie Challan, arpa | François-Joseph Naderman: Sette sonate per arpa                                                                  |
| ARN 651            | 1982 | Georges Delavallée, allo storico organo di Maroilles | Louis Couperin: Composizioni per tastiera                                                                        |
| ARN 801            | 1974 | Orchestra da camera e coro - Roger Cotte, dir. | Jean Jacques Rousseau: Le devin du village: scene liriche                                                        |
| ARN 802            | 1974 | Ensemble Jacques Feuillie | Claude Le Jeune: Ottonari della vanità e incostanza del mondo                                                    |
| ARN 804            | 1975 | Anna Maria Miranda - Gruppo di Strumenti Antichi di Parigi - Roger Cotte, dir. | Canti alla corte di Carlo V Re di Spagna                                                                         |
| ARN 805            | 1975 | Orchestra da camera di Fontainebleau - Jean-Jacques Werner, dir. | Nicolas Bernier: Mottetti per tutti i tempi                                                                      |
| ARN 806            | 1976 | Les Musiciens De Paris - Roger Cotte, dir. | Musica rituale massonica (musiche di Girourt, Mozart, Beethoven, Himmel, Taskin)                                 |
| ARN 807            | 1975 | Complesso vocale d'Avignone - Abate Georges Durand, dir. | Jean Gilles: Tre mottetti                                                                                        |
| ARN 809            | 1976 | Kortrijks Gemengd Koor - Hermann Roelstraete, dir. | Frans Joseph Krafft: Messa da Requiem                                                                            |
| ARN 811            | 1975 | - | Il canto gregoriano. 2 liturgia pasquale. Il canto gregoriano nell'Abbazia di Sainte-Anne de Kergogan            |
| ARN 812            | 1974 | Harmonie de Chambre de Paris e orchestra dirette da Florian Hollard | Giovanni Gabrieli: Otto canzoni e sonata a ventidue                                                              |
| ARN 813            | 1975 | Complesso vocale d'Avignone - Georges Durand, dir. | Girolamo Frescobaldi Missa sopra l'aria della Monica                                                             |
| ARN 814            | 1975 | Ars Antiqua di Parigi - Michel Sanvoisin, dir. | L'arte di Guillaume de Machaut                                                                                   |
| ARN 815            | 1975 | Complesso vocale Jacques Feuillie | Canzoni libertine del Rinascimento francese                                                                      |
| ARN 817            | 1976 | Complesso musica polyphonica - Louis Devos, dir. | Alessandro Scarlatti: Passio secundum Joannem                                                                    |
| ARN 818            | 1976 | Ortrum Wenkel, contralto; Orchestra Pro Arte - Kurt Redel, dir. | L'arte vocale in Italia nel Sei-Settecento (musiche di Monteverdi, Carissimi, Caldara, Vivaldi)                  |
| ARN 819            |      | D. Galland, soprano; M. Debost e K. Chastain, flauti; M. Geliot e J. Bernard, arpe; A. Devries, voce recitante; N. Lee, piano e celesta                                                                          | Claude Debussy: Le canzoni di Bilitis. Sei epigrafi antiche                                                      |
| ARN 820            | 1980 | Nella Anfuso, soprano; Guy Robert, liuto e tiorba; Arsène Bedois, organo | Sulle orme di Petrarca e il virtuosismo nella musica spirituale dei sec. XVI e XVII                              |

### 33 giri: collana "Universo Folklore" per il mercato italiano
Questa collana è caratterizzata è la stampa italiana di dischi presenti nel catalogo originale Arion. Si contraddistingue per il fatto che i dischi sono contenuti in una busta tradizionale con note in lingua italiana sul retro e con i titoli tradotti in italiano. I dischi sono stampati e distribuiti in Italia da Ducale. La collana ha come codice di catalogo FARN.
La medesima collana, con la stessa grafica di copertina, è stata stampata anche in Spagna, con titoli tradotti in spagnolo. Questa collana spagnola ha come codice di catalogo HARS.
| Numero di catalogo | Anno | Interprete | Titoli                                                                                                 |
| ------------------ | ---- | --- | --- |
| FARN 1001          |      | Sergio Cuevas | L'Arpa del Paraguay                                                                                    |
| FARN 1002          | 1974 | I Maracaibo | Flauti e chitarre del Venezuela                                                                        |
| FARN 1003          | 1975 | Los Calchakis | Flauti indios                                                                                          |
| FARN 1004          | 1976 | Los Calchakis | Flauti, arpe e chitarre indios                                                                         |
| FARN 1005          | 1974 | Complesso Lehakat Ha-Nodedim; Matthew Greenbaum (flauto)                                                                             | Il flauto d'Israele                                                                                    |
| FARN 1006          | 1974 | Pramod Kumar | Il sitar indiano. Il linguaggio del raga                                                               |
| FARN 1007          | 1974 | Fotografie sonore raccolte e registrate da Gérard Krémer                                                                             | Fiestas e messe messicane                                                                              |
| FARN 1008          | 1974 | Fotografie sonore raccolte e registrate da Gérard Krémer                                                                             | Ballata irlandese                                                                                      |
| FARN 1009          | 1974 | Fotografie sonore inedite raccolte e registrate da Gérard Krémer                                                                     | I gamelan di Bali                                                                                      |
| FARN 1010          | 1975 | Complesso Amaro de Souza - Haraldo de Oliveira, dir.                                                                                 | Saudades do Brasil                                                                                     |
| FARN 1011          | 1974 | Violeta Parra | Un rio de sangre                                                                                       |
| FARN 1012          | 1974 | Fotografie sonore raccolte e registrate da Gérard Krémer                                                                             | Tahiti. Bora-Bora                                                                                      |
| FARN 1013          | 1974 | Los Calchakis | Musica india del Sudamerica                                                                            |
| FARN 1014          | 1974 | Gheorghe Zamfir e Simion Stanciu (flauti)                                                                                            | Flauti rumeni                                                                                          |
| FARN 1015          | 1974 | Alfredo de Robertis e Humberto Canto                                                                                                 | Missa barbara                                                                                          |
| FARN 1016          | 1975 | Gruppo degli Strumenti di Musica Tradizionale del Giappone                                                                           | Tradizioni musicali del Giappone                                                                       |
| FARN 1017          | 1974 | Sarah Gorby | Canti russi e tzigani                                                                                  |
| FARN 1018          |      | Lamine Konté | La kora del Senegal                                                                                    |
| FARN 1019          |      | Los Barbudos | La fisarmonica sudamericana                                                                            |
| FARN 1020          | 1975 | Los Calchakis | In scena                                                                                               |
| FARN 1021          | 1975 | Violeta Parra | Un rio de sangre                                                                                       |
| FARN 1022          | 1975 | Ion Nicodim e i suoi tzigani | Il flauto tzigano                                                                                      |
| FARN 1023          | 1975 | Los Calchakis | Cantata per Santa Maria de Iquique                                                                     |
| FARN 1024          | 1975 | La steel-band di Trinidad | La steel-band di Trinidad                                                                              |
| FARN 1025          | 1975 | | La Messa a Yaoundé                                                                                     |
| FARN 1026          | 1975 | Registrazioni realizzate a Topkapi (Istanbul) da Jean Claude Chabrier con gli strumenti tradizionali della Musica Classica Orientale | Musiche dal serraglio                                                                                  |
| FARN 1027          | 1975 | Los Calchakis | Misteri musicali delle Ande                                                                            |
| FARN 1028          | 1975 | Pedro Ruiz, salterio; Felipe Ruiz, chitarra; Manuel Ruiz, basso                                                                      | Il salterio messicano                                                                                  |
| FARN 1029          | 1975 | Les Bélaisières e Les Doudous de la Grande Terre, dir. Gérard La Viny                                                                | Festa creola nelle Antille                                                                             |
| FARN 1030          | 1975 | Los Calchakis | La marimba india                                                                                       |
| FARN 1031          | 1975 | Los Caracas con Mario Guacaran e Los Quirpa                                                                                          | Festa llanera in Venezuela                                                                             |
| FARN 1032          | 1975 | The Edinburgh Military Tatoo | La cornamusa scozzese                                                                                  |
| FARN 1033          | 1975 | Los Yungas con Emilio Arteaga | Il charango degli altipiani andini                                                                     |
| FARN 1034          | 1975 | Autori vari | Danze e canti corsi                                                                                    |
| FARN 1035          | 1976 | Gheorghe Zamfir e Simion Stanciu (flauti)                                                                                            | Flauti rumeni 2                                                                                        |
| FARN 1036          | 1976 | Los Calchakis | Il flauto indio attraverso i secoli                                                                    |
| FARN 1037          | 1976 | Hmaoul Abd El Hamid, flauto | Il flauto orientale                                                                                    |
| FARN 1038          | 1975 | Bagad Kadoudal de la Kevrenn de Rennes                                                                                               | Bombarde e binious della Bretagna                                                                      |
| FARN 1039          | 1975 | Los Calchakis | I Poeti della Rivoluzione                                                                              |
| FARN 1040          |      | | L'Isola di Pasqua                                                                                      |
| FARN 1041          | 1976 | Los Calchakis | La Misa Criolla dei Calchakis                                                                          |
| FARN 1043          | 1976 | Coaty De Oliveira | Il forro brasiliano                                                                                    |
| FARN 1044          | 1976 | Nikos Xylouris e Yannis Markopoulos                                                                                                  | I rizitika di Creta                                                                                    |
| FARN 1045          | 1976 | Sarah Gorby; José Luis, accompagnamento alla chitarra                                                                                | Romanceros judio-españoles                                                                             |
| FARN 1046          | 1975 | Fotografie sonore registrate e raccolte da Gérard Krémer                                                                             | Canti e danze del Marocco                                                                              |
| FARN 1047          | 1976 | I Maracaibo e Los Caracas | Nel cuore del Venezuela                                                                                |
| FARN 1048          | 1976 | Canti raccolti e tramandati da Taos Amrouche. Hmaoui Adbela mid, flauto; Saidji Mohamed, tamburino                                   | I canti dell'Atlas. Tradizioni millenarie dei Berberi d'Algeria                                        |
| FARN 1049          | 1976 | Fotografie sonore raccolte da Prithwindra Mukherjee e Daniel Mariau                                                                  | Voci e strumenti del Bengala                                                                           |
| FARN 1050          | 1976 | Gruppo Kol Aviv - Ezra Bouskela, dir.                                                                                                | Canti e danze d'Israele                                                                                |
| FARN 1051          | 1976 | Gruppo strumentale diretto da Domna Samiou                                                                                           | Il flauto greco                                                                                        |
| FARN 1052          | 1976 | Autori vari | Canti popolari provenzali                                                                              |
| FARN 1053          | 1976 | Dir Ha Tan | Canti celtici della Bretagna 1                                                                         |
| FARN 1054          | 1976 | Fotografie sonore raccolte e registrate in India e Nepal da Gérard Krémer                                                            | Musiche sacre dei monaci tibetani                                                                      |
| FARN 1055          | 1976 | Les Joyeux Vendéens | Canti e danze della Vandea                                                                             |
| FARN 1056          | 1976 | Cobla "Combo-Gill" di Perpignan | Sardane di Catalogna                                                                                   |
| FARN 1057          | 1976 | Gheorghe Radulesco con l'accompagnemento dei violini tzigani della Montenia                                                          | Il cymbalum rumeno                                                                                     |
| FARN 1058          | 1976 | Los Calchakis | I flauti dell'impero Inca                                                                              |
| FARN 1059          | 1976 | Interpreti vari | Voci e strumenti dell'India                                                                            |
| FARN 1060          | 1976 | Taos Amrouche e Rafael Heredia | Canti arcaici de La Alberca                                                                            |
| FARN 1061          | 1976 | Interpreti vari | Musiche tzigane                                                                                        |
| FARN 1062          | 1976 | Raul Maldonado | La chitarra argentina                                                                                  |
| FARN 1063          | 1976 | La Fischer Kapell - E. Antoni, dir.                                                                                                  | Danze alsaziane                                                                                        |
| FARN 1064          | 1976 | Lamine Konté | La kora del Senegal                                                                                    |
| FARN 1066          | 1977 | Rafael Mazas | Cantos de Espaaña                                                                                      |
| FARN 1067          | 1977 | Talila e gruppo Kol Aviv | Canti yiddish                                                                                          |
| FARN 1068          | 1977 | Gruppo Angklung | Indonesia angklung                                                                                     |
| FARN 1069          | 1977 | Bagad Kadoudal de la Kevrenn de Rennes                                                                                               | Bombarde e binious della Bretagna                                                                      |
| FARN 1070          | 1977 | Denise Mégevand (arpa celtica) | L'arpa celtica delle Isole Ebridi                                                                      |
| FARN 1071          | 1977 | Les Pinaudres (Rolande Richard, dir.)                                                                                                | Les Vosges eternelles                                                                                  |
| FARN 1072          | 1977 | Orchestre Bentaberry | Grand bal champetre                                                                                    |
| FARN 1073          | 1977 | Los Calchakis | Tutta l'Argentina                                                                                      |
| FARN 1074          | 1978 | Sarah Gorby | I canti del ghetto                                                                                     |
| FARN 1075          | 1977 | Still Waters Group | Seychelles Islands                                                                                     |
| FARN 1076          | 1977 | Les musiciens de Provences | Natale provenzale                                                                                      |
| FARN 1077          | 1977 | Coro Čajkovskij - G. Grigorieva, dir.                                                                                                | Musica liturgica ortodossa russa                                                                       |
| FARN 1078          | 1977 | Registrazione effettuata in Algeria da Jean Fernand Daniel                                                                           | Sahara Algeria oasi                                                                                    |
| FARN 1079          | 1978 | Kol Aviv | Danze d'Israele                                                                                        |
| FARN 1080          | 1978 | I flauti di Pan dei Calchakis | Mundo Nuevo                                                                                            |
| FARN 1081          | 1978 | Interpreti vari | India del Nord. Cachemire e la valle del Gange                                                         |
| FARN 1082          | 1978 | Interpreti vari | Marimba. Arpa llanera                                                                                  |
| FARN 1083          | 1979 | Pitiné de Utrera | La chitarra flamenca                                                                                   |
| FARN 1084          | 1978 | Pramod Kumar, Amar Nath, S. N. Gulati, Zamir Ahmad Khan e François Auboux                                                            | Il canto profondo dell'India                                                                           |
| FARN 1085          | 1979 | Noël e la Ceylonians | Ceylon                                                                                                 |
| FARN 1086          | 1978 | Interpreti vari | Songs and dances of Algeria                                                                            |
| FARN 1087          | 1979 | Damal Krishna Pattamal | Il canto del raga                                                                                      |
| FARN 1088          | 1979 | Interpreti vari | Carnevali d'America Latina. Fotografie sonore dal vivo                                                 |
| FARN 1089          | 1979 | Indiani yaquis | Mescalito: trionfo di Mescalito. Musica e danze rituali                                                |
| FARN 1090          | 1979 | Halleluya Choir Bota | Negro spirituals africani                                                                              |
| FARN 1091          | 1979 | Ensemble Ferenc Sebő | Ungheria. Musiche e danze                                                                              |
| FARN 1092          | 1979 | Interpreti vari | Canto dei Dervis di Turchia. Musica Soufi, cerimonia dello Zikr                                        |
| FARN 1093          | 1979 | Interpreti vari | Poeti dell'America Latina                                                                              |
| FARN 1094          | 1979 | Los Calchakis | Los Calchakis al paese della diablada                                                                  |
| FARN 1096          | 1979 | Festival delle Arti Tradizionali, Casa della Cultura di Rennes, dir. Chérif Chaznadar                                                | Il bereju della Columbia                                                                               |
| FARN 1097          | 1979 | Uma Sharma | La danza di Kathak                                                                                     |
| FARN 1098          | 1979 | Interpreti vari | Musica sacra di Ceylon                                                                                 |
| FARN 1099          | 1981 | Interpreti vari | Lela e tradizioni di Bali nel Camerun                                                                  |
| FARN 1100          | 1981 | Interpreti vari | La Sardegna. Canti e musica dei pastori                                                                |
| FARN 1101          | 1981 | Interpreti vari | Musica delle tribù cinesi del triangolo d'oro                                                          |
| FARN 1102          | 1981 | Complesso dello Sceicco Abdelaziz ben Mahmoud                                                                                        | Soulamia di Tunisia                                                                                    |
| FARN 1104          | 1981 | Gruppo Tara Oasului e i Fratelli Pitigoi                                                                                             | Musiche nuziali e di feste rumene                                                                      |
| FARN 1105          |      | Laiwanga Djoli, Blanasi David, Gulpilil David, Plummer Dick                                                                          | Gli Aborigeni. Canti e danze dell'Australia del Nord                                                   |
| FARNS 2001         | 1974 | Interpreti vari | L'universo del folklore. Fotografie sonore da tutto il mondo (disco saggio della collana con catalogo) |
| FARNS 2002         | 1976 | Interpreti vari | L'universo del folklore 2. Canti popolari da tutto il mondo (disco saggio della collana con catalogo)  |